# Weltklasse Zürich 2016
Weltklasse Zürich 2016 byl lehkoatletický mítink, který se konal 1. září 2016 ve švýcarskem městě Curych. Byl součástí série mítinků Diamantové ligy 2016.

## Výsledky
- Archiv výsledků zde [1]

### Muži
| Disciplína            | 1. místo                 | 2. místo                 | 3. místo                    |
| Běh na 100 m          | Asafa Powell 9,94        | Akani Simbine 9,99       | Ben-Youssef Meïté 9,99      |
| Běh na 400 m          | LaShawn Merritt 44,64    | Bralon Taplin 44,70      | Nery Brenes 45,18           |
| Běh na 5000 m         | Hagos Gebrhiwet 13:14,82 | Paul Chelimo 13:16,51    | Evan Jager 13:16,86         |
| Běh na 400 m překážek | Kerron Clement 48,72     | Javier Culson 48,79      | Louis Jacob van Zyl 48,80   |
| Skok o tyči           | Sam Kendricks 590 cm     | Renaud Lavillenie 590 cm | Thiago Braz da Silva 584 cm |
| Trojskok              | Christian Taylor 17,80 m | Troy Doris 17,01 m       | Chris Carter 16,75 m        |
| Vrh koulí             | Tomas Walsh 22,20 m      | Ryan Crouser 22,00 m     | Joe Kovacs 21,20 m          |
| Hod oštěpem           | Jakub Vadlejch 87,28 m   | Thomas Röhler 86,56 m    | Julian Weber 84,29 m        |

### Ženy
| Disciplína             | 1. místo                   | 2. místo                           | 3. místo                       |
| Běh na 100 m           | Christania Williams 11,04  | Barbara Pierreová 11,20            | Natalija Pohrebniak 11,23      |
| Běh na 200 m           | Elaine Thompsonová 21,85   | Dafne Schippersová 21,86           | Allyson Felixová 22,02         |
| Běh na 800 m           | Caster Semenyaová 1:56,44  | Francine Niyonsabaová 1:56,76      | Margaret Wambuiová 1:57,04     |
| Běh na 1500 m          | Shannon Rowburyová 3:57,78 | Laura Muirová 3:57,85              | Sifan Hassanová 3:58,43        |
| Běh na 3000 m překážek | Ruth Jebetová 9:07,00      | Hyvin Kyiengová 9:10,15            | Emma Coburnová 9:17,42         |
| Běh na 100 m překážek  | Kendra Harrisonová 12,63   | Cindy Ofiliövá 12,70               | Dawn Harperová-Nelsonová 12,73 |
| Běh na 400 m překážek  | Shamier Little 53,97       | Sara Petersenová 54,22             | Eilidh Doyleová 54,55          |
| Skok do výšky          | Ruth Beitiaová 196 cm      | Inika McPhersonová 193 cm          | Sofie Skoog 193 cm             |
| Skok daleký            | Brittney Reeseová 695 cm   | Ivana Španovićová 693 cm           | Darja Klišinová 663 cm         |
| Hod diskem             | Sandra Perkovićová 68,44 m | Mélina Robertová-Michonová 63,91 m | Denia Caballerová 62,80 m      |